# Округ Преров
Округ Преров (чеш. Okres Přerov) је округ у Оломоуцком крају, у Чешкој Републици. Административно средиште округа је град Преров.

## Становништво
Према подацима о броју становника из 2012. године округ је имао 133.023 становника.